# Todiramphus macleayii
Todiramphus macleayii, conhecida como martim-caçador-da-floresta ,  é uma espécie de ave da família Alcedinidae.
Pode ser encontrada nos seguintes países: Austrália, Indonésia, Papua-Nova Guiné e Ilhas Salomão.
Os seus habitats naturais são: florestas secas tropicais ou subtropicais, florestas subtropicais ou tropicais húmidas de baixa altitude e florestas de mangal tropicais ou subtropicais.